# سارة شتاين
سارة شتاين (بالإنجليزية: Sarah Stein)‏ هي رسامة أمريكية، ولدت في 26 يوليو 1870 في سان فرانسيسكو في الولايات المتحدة، وتوفي بنفس المكان في 1953.